# 77 (число)
77 (сімдеся́т сім) — натуральне число між  76 та  78.

## У математиці
- 77 — сума перших восьми  простих чисел.

## У науці
- Атомний номер  іридію.

## В інших областях
- 77 рік.
- 77 рік до н. е.
- 1977 рік.
- ASCII — код символу «M».
- 77 —  Код суб'єкта Російської Федерації і Код ГИБДД-ДАІ  Москви.